# Орн (департамент)
Орн (на френски: Orne) е департамент в северозападна Франция, част от региона Нормандия. Административен център е гр. Алансон. Населението на департамента е 285 176 души (2016 г.).

## География
Департаментът заема площ от 6103 км². През него тече река Орн, по името на която получава и своето име.
Департаментът включва в състава си 3 окръга, 21 кантона и 412 общини. Хълмист релеф. Арморикански масив. Заема част от Нормандското железнорудно находище. Умереноконтинентален климат. Широколистни гори. Развито селско стопанство: млечно животновъдство, зърнопроизводство, фуражни култури, овощарство. Добив на железни руди. Развита текстилна и хранителна промишленост. Занаяти: производство на дантели.

## История
Орн е един от първите 83 департамента, създадени през март 1790 г. Заема територии от историческите провинции Нормандия и Перш.